# Naomi Levine
Naomi Levine (n. 24 iunie 1939 – d. 25 mai 2007) a fost o actriță, artist plastic și realizatoare de film. A fost prietenă cu Jack Smith și una din superstarurile lui Andy Warhol, unul din cei mai cunoscuți artiști plastici pop și un realizator de filme. În 1964, Naomi Levine a regizat un film numit Yes.

## Filmografie

### Ca actriță
- 1963—realizator Jack Smith -- Normal Love;
- 1963—realizator Andy Warhol -- Tarzan and Jane Regained... Sort of, personajul Jane;
- 1963—realizator Andy Warhol -- Naomi's Birthday Party;
- 1963—realizator Andy Warhol -- Kiss;
- 1964—realizator Andy Warhol -- Naomi and Rufus Kiss;
- 1964—realizator Andy Warhol -- Batman Dracula;
- 1964—realizator Andy Warhol -- Couch.

### Ca realizatoare de film
- Yes